# Polargås
Polargås (Branta hutchinsii) är en fågel inom släktgruppen gäss. I Sverige fick den artstatus i januari 2007, efter att tidigare kategoriserats som en underart av kanadagås. Arten häckar i arktiska Kanada och Alaska. Den har påträffats i Europa, men merparten av fynden bedöms röra parkrymlingar. Ett godkänt fynd av en vild fågel finns i Sverige, i Uppland 2014.

## Utbredning och systematik
Polargåsen häckar i norra och nordvästra Kanada, Alaska, på Aleuterna och på västra Grönland. Dagens population av polargås delas i sin tur upp i fyra underarter:
- Branta hutchinsii hutchinsii, nunavutpolargås[4] – häckar i norra och nordvästra Kanada
- Branta hutchinsii minima – häckar utmed kusterna av västra Alaska
- Branta hutchinsii leucopareia – häckar på Aleuterna
- Branta hutchinsii taverneri – häckar på Alaskahalvön till Mackenziefloden

Den är en flyttfågel och dess vinterkvarter är stora delar av USA, norra Mexiko och lokalt i västra Kanada.
Tidigare urskildes den utdöda populationen som häckade på Berings ö och i norra Kurilerna som en egen underart asiatica. Denna inkluderas numera i leucopareia.

### Artstatus
På grund av skillnader i morfologi, mitokondrie-DNA och ekologiska faktorer beslutade Sveriges ornitologiska förenings taxonomikommitté i januari 2007 att kanadagåsen skulle delas upp i de två arterna kanadagås (Branta canadensis) och polargås (Branta hutchinsii). Det har visat sig att polargås snarare har närmare släktskap med vitkindad gås, och att den större arten kanadagås genetiskt sett istället står närmare hawaiigås (Branta sandvicensis). Polargåsen och kanadagås har vissa överlappande häckningsområden, men de hybridiserar sällan och man har påvisat skillnader i ankomstdatum, häckningsbiotop och bostruktur mellan de båda arterna. Biotopmässigt kan man generellt säga att polargåsen lever i kustnära områden, medan kanadagåsen återfinns längre in i landet.

### Förekomst utanför utbredningsområdet
Genom ringmärkning har man konstaterat att polargäss, i varje fall av nominatformen B. h. hutchinsii, spontant kan ta sig till Västeuropa. De återfinns också tillfälligt på Kamtjatkahalvön i östra Sibirien, i östra Kina samt i Japan. Den har observerats vid ett flertal tillfällen i Sverige. Dock anses de allra flesta fåglar vara endast spontant förekommande. Ett fynd från Hjälstaviken i Uppland 10 april–15 maj 2014 har dock godkänts som första fyndet i Sverige, av underarten hutchinsii.

## Utseende
Till utseendet påminner den om en mindre kanadagås, med proportionerligt kortare hals och mindre näbb. Flertalet av underarterna som exempelvis B. h. leucopareia och B. h. minima är också mörkare än kanadagåsens underarter (förutom B. c. occidentalis som har ett mycket mörkt bröst). B. h. minima är den allra minsta av polargässens underarter, med en längd på cirka 60 cm, ett vingspann på 110 cm och en vikt på bara 1600 gram, vilket i genomsnitt är 100 gram lättare än den vitkindade gåsen. Både leucopareia och hutchinsii väger omkring dubbelt så mycket som minima och är båda lika långa som vitkindad gås, det vill säga cirka 69 cm, men med ett något mindre vingspann. 
Underarten hutchinsii är den som till fjäderdräkten är mest lik kanadagåsen, då den har ett ljust bröst, vilket emellertid har en gråare nyans än de ljusbröstade underarterna av kanadagås. Dess huvudform är fyrkantigt med en brant sluttande panna, till skillnad från den mer rundade huvudformen hos minima. Underarten B. h. leucopareia har en vit halsring mellan den svarta halsen och det mörkbruna bröstet. Denna vita halsring förekommer hos individer inom alla populationer av både polargås och kanadagås, men inte lika ofta.

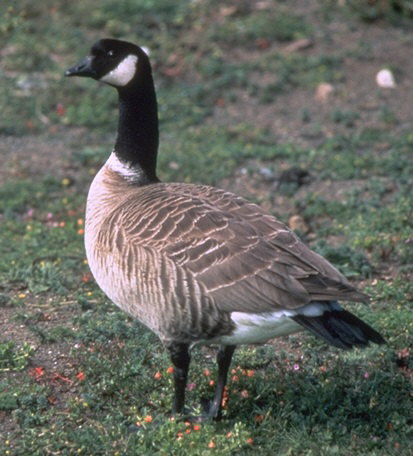
Polargås av underarten B. h. leucopareia. Notera den vita halsringen och korta halsen.

## Läte
Lätena är tydligt ljusare än kanadagåsens, till och med gnissliga som "yeek" eller "uriik", men även mörkare nasala "guwa guwa". Från flockar hörs kacklande ljud som gett arten det engelska namnet Cackling Goose.

## Ekologi
Polargåsen häckar utmed dammar och rinnande vattendrag på tundran, men i Aleuterna häckar den istället på sydvända grässluttningar, ovanför klippiga kuster. Arten lever enbart på vegetabilisk föda, framför allt gräs, frön, säd och bär. Det stora och öppna skålformade boet av torrt gräs, lavar och mossor placeras på en upphöjd plats nära vatten, ibland på klippor. Per häckningssäsong lägger den en kull med två till åtta ägg som ruvas i 25 till 28 dagar.

## Status och hot
Polargåsen är vida spridd med en uppskattad världspopulation på mellan 920 000 och 1,4 miljoner individer, varav färre än 100 par häckar i Ryssland. Internationella naturvårdsunionen IUCN kategoriserar den som livskraftig (LC).